# The Coca-Cola Company

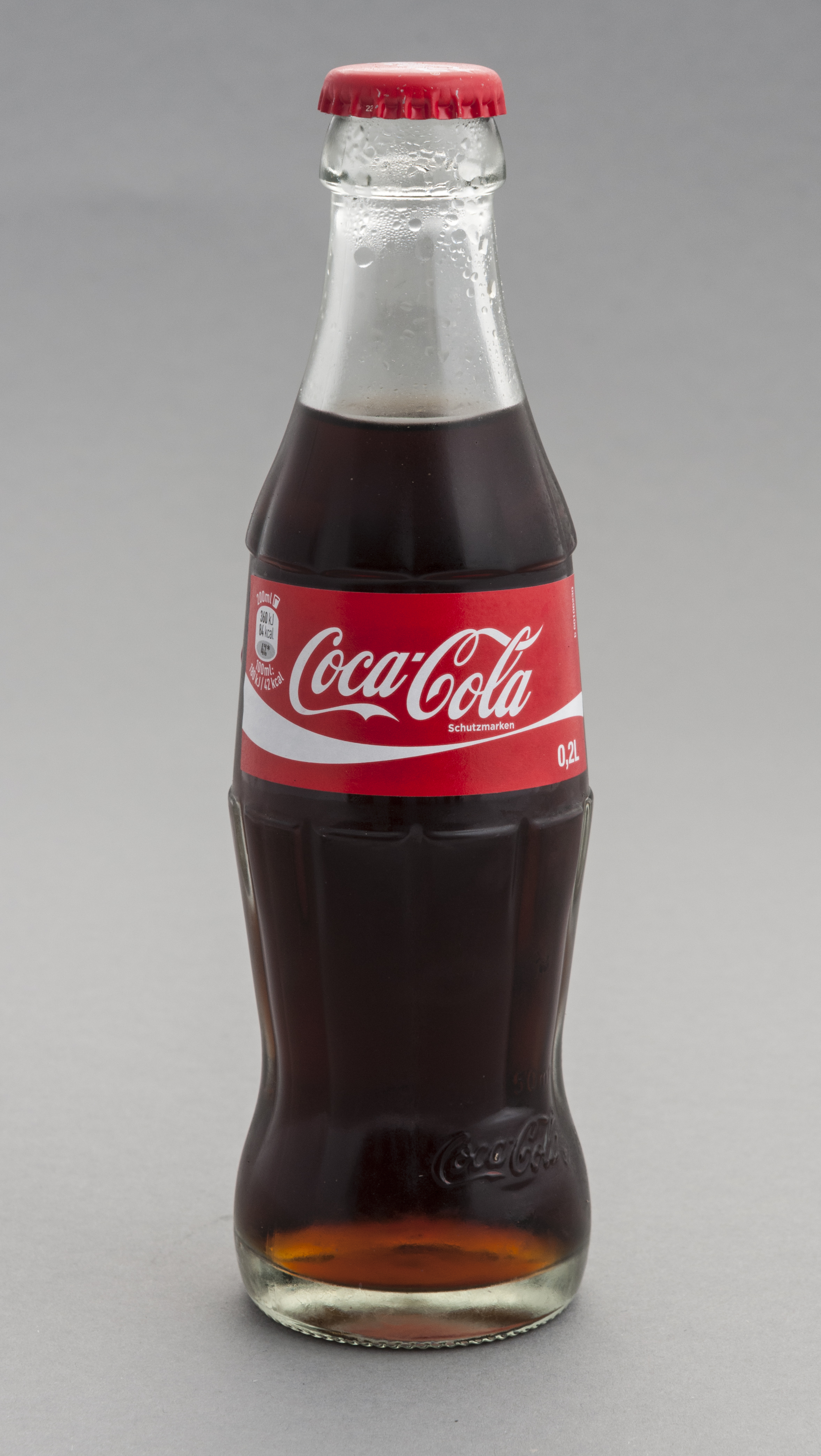
Coca Cola

A The Coca-Cola Company a világ legnagyobb alkoholmentes üdítőital- és szirupgyártója és eladója. A cég központja az Egyesült Államokban található, Georgia állam Atlanta városában. Legismertebb terméke a Coca-Cola. Az Egyesült Államok egyik legnagyobb vállalata, részvényeit a New York-i tőzsdén (NYSE) jegyzik; a részvény megtalálható a harminc cég részvényét tartalmazó Dow Jones ipari átlagban valamint az ötszáz nagy céget jegyző S&P 500 tőzsdeindexben.
A Coca-Colát 1884-ben John Stith Pemberton gyógyszerész találta fel. 2005-ös éves beszámolója szerint a cég italait azóta több, mint 200 országban forgalmazzák. Általában csak az üdítőitaloknál használt szirup koncentrátumot gyártja maga, az üdítőitalokat az egyes országok Coca-Cola franchise tulajdonosai palackozzák. A Coca-Cola italon túl a cég még megközelítően 500 másik márka tulajdonosa.

## Története
John Stith Pemberton gyógyszerész 1884-ben készített egy Pemberton’s French Wine Coca névre hallgató, borból és kokainból álló italt, egy úgynevezett cocawine-t (kokabor). Italát egy Angelo Mariani nevű korzikai vállalkozó hasonló összetételű és nagy népszerűségnek örvendő Vin Mariani-ja alapján keverte ki. Egy évvel később Atlanta városa és a környező Fulton megye alkoholtilalmat vezetett be, és Pemberton nekiállt egy alkoholmentes változat kidolgozásának. Az új italnak a Coca-Cola nevet adta, mivel élénkítőszerként tartalmazott dél-amerikai kokalevél kivonatot, ízesítőnek pedig kóladiót használt, amely utóbbiban koffein is volt.
Az új ital első reklámja 1885. május 29-én jelent meg az Atlanta Journal-ban. 1887-ben a morfiumfüggő Pemberton cégének egy részét eladta Asa Griggs Candler-nek, aki 1888-ban megalapította a The Coca-Cola Corporation-t. Ebben az évben Pemberton az ital jogait másodszor is eladta, J.C. Mafield, A.O. Murphey és E.H. Bloodworth üzletembereknek. Mindezzel egyidőben Pemberton alkoholista fia, Charley Pemberton is elkezdte a termék saját változatát árulni. Ekkor tehát a Coca-Colának három különböző gyártója is volt. 1899-ben Candler 1 dollárért két üzletembernek eladta a Coca-Cola kízárólagos palackozási jogát az Egyesült Államok jelentős területére. Benjamin Thomas és Joseph B. Whitehead ezután megalapította a The Coca-Cola Bottling Company-t. 1919-ben Candler a cégét eladta Ernest Woodruff atlantai bankárnak.
Az Egyesült Államok második világháborús hadba lépését követően a The Coca-Cola Company ingyen üdítőt küldött az amerikai katonáknak. Az amerikai hadsereg „műszaki tiszti” beosztásban engedélyezte a Coca-Cola alkalmazottainak, hogy a frontvonalban is jelen legyenek, hogy ott szolgálhassák ki kólával a katonákat. A cég több külföldi országban is palackozóüzemet alapított, hogy az italt minél egyszerűbben juttathassa el a katonákhoz, és ezzel megalapozta a későbbi nemzetközi terjeszkedését is. Az ital népszerűsége a háború után hazatért katonáknak köszönhetően korábban nem látott magasságokba szökkent.
Még az Egyesült Államok világháborúba lépése előtt próbált a Coca-Cola Company szirupkoncentrátumot szállítani Németországba és az elfoglalt területekre, de a felmerült nehézségek miatt Max Keith, a német Coca-Cola palackozójának igazgatója inkább kifejlesztetett egy új üdítőt, a Fantát.
1982-ben a The Coca-Cola Company megvásárolta a Columbia Picturest. A filmstúdió 1989-ig volt a Coca-Cola Company tulajdonában, ekkor eladták a Sony-nak.

## Bevétel
A cég 2005-ös évi jelentése alapján több, mint 200 országban értékesítenek Coca-Cola termékeket. A beszámoló szerint a világszerte napi szinten fogyó 50 milliárd adag italból a cég 1,3 milliárd adagot ad el. Csak a Coca-Cola (vagy „Coke”) márkanév alatti eladásokból kitelik a cég összbevételének 55%-a.
Az évi jelentés szerint az eladások földrajzi megoszlása:
- 27% az Egyesült Államokban
- 27% Mexikóban, Brazíliában, Japánban és Kínában
- 46% a világ többi országában

## Palackozóüzemek
A The Coca-Cola Company és leányvállalatai általában csak az üdítők alapjául szolgáló szirup koncentrátumot gyártják le, amelyet ezután a Coca-Cola franchise tulajdonos palackozóüzemek töltenek üvegbe vagy dobozba. A sziruphoz vizet, márkától függően szénsavat és édesítőt adnak. A palackozóüzemek a kész termékeket több-kevesebb köztes cég részvételével kiskereskedelmi egységeken, éttermeken és italautomatákon keresztül értékesítik.
2005-ben a The Coca-Cola Company-nek 51 palackozó és disztribúciós cégben volt tulajdona, amely az összforgalom 58%-át tette ki. A The Coca-Cola Company részvétele a legfontosabb palackozókban:
- 36% a The Coca-Cola Enterprises-ban. Ez a palackozó az Egyesült Államok népességének 78%-ának, Kanada népességének 98%-ának, valamint Nagy-Britannia, Franciaország, a Benelux és Monaco népességének egészének palackoz üdítőket.
- 40% a Coca-Cola FEMSA-ban, amely Mexikó népességének 78%-át, Brazília népességének 16%-át, Kolumbia népességének 98%-át, Guatemala népességének 47%-át, Argentína népességének 30%-át, valamint Costa Rica, Nicaragua, Panama és Venezuela lakosságának teljes egészét látja el Coca-Cola üdítőkkel.
- 24% a Coca-Cola Hellenic Bottling Company SA-ban, amely az olasz népesség 67%-át, valamint Örményország, Ausztria, Fehéroroszország, Bosznia-Hercegovina, Bulgária, Horvátország, Csehország, Észtország, Görögország, Magyarország, Lettország, Litvánia, Észak-Macedónia, Moldova, Nigéria, Észak-Írország, Lengyelország, Románia, Oroszország, Szerbia, Montenegró, Szlovákia, Szlovénia, Svájc és Ukrajna egészét látja el a cég termékeivel.
- 34% a Coca-Cola Amatil-ban, amely Indonézia népességének 98%-át, valamint Ausztrália, Indonézia, Új-Zéland, Dél-Korea, a Fidzsi-szigetek és Pápua Új-Guinea népességének egészét fedi le.
- 27% a Coca-Cola Bottling Company-ban, amely az Egyesült Államok második legnagyobb palackozója.

## Márkanevek
Lásd még: A Coca-Cola Company védjegyeinek listája
A The Coca-Cola Company több, mint 200 országban összesen közel 400 márkanév tulajdonosa. Ezek közé tartozik a cég fő terméke, a Coca-Cola („Coke”), valamint a cukormentes, aszpartám-tartalmú Coca-Cola Light (egyes piacokon Diet Coke) (1982); a koffeinmentes Caffeine-free Coke; a cseresznyés ízesítésű Cherry Coke (1985) és Diet Cherry Coke (1986); a citromos ízesítésű Coke with Lemon (2001) és Diet Coke with Lemon (2001); a vaníliás ízesítésű Vanilla Coke (2002) és Diet Vanilla Coke (2002); az alacsony szénhidrát-tartalmú Coca-Cola C2 (2004); a limettával ízesített Coke with Lime és Diet Coke with Lime (2004); a norvég piacra készült, nem aszpartám tartalmú Diet Coke with Splenda (2005); a fiatal férfiak számára készült kalóriamentes Coca-Cola Zero (akiknek a Diet Coke túl nőies) (2005); a cseresznyés-vaníliás Coca-Cola Black Cherry Vanilla és Diet Coke Black Cherry Vanilla (2006) és a kávé ízesítésű, közepes kalóriatartalmú Coca-Cola Blāk.
A The Coca-Cola Company első kalóriamentes kísérlete a Tab volt 1963-ban, amikor a cukrot próbálták szaharinnal helyettesíteni. Bár a Diet Coke nagyrészt kiszorította a Tabot a piacról, annyit azért még eladnak belőle, hogy érdemes legyen fenntartani a gyártását.
A The Coca-Cola Company a kólaízű üdítőkön túl még sokféle más ízben is gyárt termékeket. Az első ilyen termék a Fanta, amelyet 1942–1943 környékén fejlesztett ki a német palackozóüzemet vezető Max Keith, miután elfogyott a Coca-Cola alapanyaga és Amerikából a háború miatt nem rendelhetett újat. Az éppen rendelkezésre álló anyagoktól függően az eredeti Fantának egy kicsit mindig más íze volt, de akkora népszerűségre tett szert, hogy a háború után a The Coca-Cola Company a Fanta márkát is magáévá tette. A szintén német Fanta Klare Zitrone (citrom ízű átlátszó Fanta) később Sprite néven futott be, a cég egyik bestsellere lett és szembeszállt a konkurens Pepsi 7 Up-jával.
Az 1990-es években a cég új márkákkal reagált az egészséges táplálkozás iránt tanúsított, egyre növekvő fogyasztói igényekre, és több szénsavmentes italmárkát is készített. Ilyen volt a Minute Maid gyümölcsdzsúsz, a Powerade sportital, a Nestlével közösen létrehozott Nestea jeges tea, a Fruitopia gyümölcsital és többek között a Dasani ásványvíz.
2004-ben, valószínűleg az Atkins-diétához hasonló alacsony szénhidrát-tartalmú táplálkozási divat miatt, a Coca-Cola bejelentette, hogy kifejleszti a klasszikus kóla alacsony szénhidráttartalmú változatát, a C2 Cola-t. A C2 magas fruktóz-tartalmú kukoricaszirupot, aszpartámot, Splenda édesítőt (E955) és aceszulfám K édesítőt (E950) tartalmaz. A C2-t úgy tervezték, hogy íze minél jobban hasonlítson a klasszikus kóláéhoz. Bár a C2 energia- és szénhidrát-tartalma a hagyományos kóláénak a fele, nem szándék a Light kóla kiváltása. A C2 eddigi alacsony eladásai miatt a termék jövője kérdéses.

## Vállalatkritika
Egy olasz gazdálkodói szervezet, a Coldiretti Calabria kritizálta a céget, hogy tisztességtelenül alacsony áron veszi meg a Fantához felhasznált narancskoncentrátumot, ami szélsőségesen megnehezíti a dél-olaszországi narancsszüretelők életét.

## Magyarországon forgalmazott termékek
- Coca-Cola
- Coca-Cola Zero
- Coca-Cola Cherry
- Coca-Cola Light
- Coca-Cola Lemon
- Coca-Cola Vanilla
- Fanta
- Sprite
- Kinley
- Naturaqua
- Fuzetea
- Cappy
- Powerade
- Smart Water
- AdeZ

## Külső hivatkozások
- Hivatalos oldal (magyarul)